# Championnat de Tchéquie de football 2019-2020
Navigation
Édition précédente Édition suivante
La První Liga 2019-2020, nommée Fortuna Liga pour des raisons de parrainage, est la 27e édition du championnat de Tchéquie de football.
Elle oppose dans un premier temps les seize meilleurs clubs de Tchéquie en une série de trente journées avant d'être scindée en trois groupes, le premier regroupant les six meilleures équipes de la première phase afin de déterminer le vainqueur de la compétition ainsi que les places européennes, le deuxième prenant la forme d'un mini-tournoi à quatre afin de déterminer la dernière équipe qualifiée pour la Ligue Europa 2020-2021, et le dernier se composant des six derniers et servant à déterminer les relégués et les barragistes.

## Format
Après la saison régulière, soit la trentième journée, le championnat est scindé en trois groupes :
- La poule championnat, qui réunit les six premiers de la saison régulière. L'intégralité des points obtenus sont conservés et elle prend la forme d'un mini-championnat où chaque équipe s'affronte à une reprise pour un total de cinq rencontres. À l'issue de ces rencontres, le premier du groupe est désigné champion national et se qualifie pour la Ligue des champions 2020-2021, de même pour le deuxième de la compétition. Le troisième obtient quant à lui une place en Ligue Europa 2020-2021 tandis que le quatrième se qualifie pour la finale des barrages européens afin de déterminer le dernier qualifié pour cette dernière compétition. En fonction du vainqueur de la Coupe de Tchéquie, si celui-ci est déjà qualifié pour la coupe d'Europe par le biais du championnat, sa place qualificative pour la Ligue Europe est réattribuée au quatrième du championnat tandis que le cinquième se qualifie pour la finale des barrages européens.
- Les barrages européens, qui voient les quatre équipes classées entre la septième et la dixième place s'affronter deux-à-deux sous forme de confrontations en deux manches, dont les vainqueurs respectifs sont ensuite opposés de façon similaire, sachant que l'équipe la mieux placée lors de la saison régulière reçoit au match retour dans tous les cas. Le club victorieux est par la suite confronté au quatrième de la poule championnat en une rencontre unique sur la pelouse de ce dernier, afin de déterminer l'attribution d'une place en Ligue Europa 2020-2021.
- La poule relégation se passe de manière similaire à la poule championnat, réunissant cette fois les six dernières équipes de la saison régulière qui s'affrontent à une reprise pour un total de cinq matchs joués pour chaque. À l'issue de ces rencontres, le dernier de la poule est directement relégué en deuxième division, tandis que le quatrième et le cinquième sont qualifiés pour les barrages de relégation où ils sont confrontés à deux équipes de deuxième division dans le cadre de confrontations en deux manches afin de déterminer les deux derniers participants de l'édition 2020-2021. En raison de la pandémie de Covid-19 qui a notamment touché le MFK Karviná, les barrages sont annulés et seul le dernier est relégué.

## Participants
| \| Bohemians Jablonec Karviná M. Boleslav Slavia Slovácko Liberec Sparta Teplice Plzeň Příbram Opava Zlín Olomouc Ostrava České Budějovice \| Localisation des clubs. |
| Bohemians Jablonec Karviná M. Boleslav Slavia Slovácko Liberec Sparta Teplice Plzeň Příbram Opava Zlín Olomouc Ostrava České Budějovice                               |

Légende des couleurs
- Barrages de la Ligue des champions 2019-2020
- Deuxième tour de qualification de la Ligue des champions 2019-2020
- Troisième tour de qualification de la Ligue Europa 2019-2020
- Deuxième tour de qualification de la Ligue Europa 2019-2020
- Promu de Druhá Liga 2018-2019

| Club                    | Se maintient depuis | Classement 2018-2019 | Stade                    | Capacité théorique |
| ----------------------- | ------------------- | -------------------- | ------------------------ | ------------------ |
| Slavia Prague           | 1993                | 1                    | Eden Aréna               | 20 800             |
| Viktoria Plzeň          | 2005                | 2                    | Doosan Arena             | 11 722             |
| Sparta Prague           | 1993                | 3                    | Generali Arena           | 19 416             |
| FK Jablonec             | 1994                | 4                    | Stadion Střelnice        | 6 280              |
| Baník Ostrava           | 2017                | 5                    | Stade municipal          | 15 123             |
| Slovan Liberec          | 1993                | 6                    | Stadion u Nisy           | 9 900              |
| Mladá Boleslav          | 2004                | 7                    | Stade municipal          | 5 000              |
| Sigma Olomouc           | 2017                | 8                    | Stade Andrův             | 12 560             |
| Fastav Zlín             | 2015                | 9                    | Letná Stadion            | 6 375              |
| FK Teplice              | 1996                | 10                   | Na Stínadlech            | 18 221             |
| FC Slovácko             | 2009                | 11                   | Stade municipal          | 8 121              |
| Bohemians 1905          | 2013                | 13                   | Stade Ďolíček            | 5 000              |
| SFC Opava               | 2018                | 12                   | Městských sadech         | 7 758              |
| FK Příbram              | 2018                | 14                   | Adidas Aréna             | 9 100              |
| MFK Karviná             | 2016                | 15                   | Stade municipal          | 4 833              |
| Dynamo České Budějovice | 2019                | 1 (D2)               | Stadion Střelecký ostrov | 6 681              |

1. 1 2 3  On ne peut pas exactement parler de promotion pour ces clubs puisqu'ils ont directement rejoint le championnat dès sa date de création en 1993. Depuis cette date, ils n'ont jamais connu de relégation.

## Règlement
Le classement est établi sur le barème de points classique, une victoire valant trois points, un match nul un seul et une défaite aucun.
En cas d'égalité de points, les équipes concernées sont départagées dans un premier temps sur la base des résultats en confrontations directes (points, différence de buts et buts marqués), puis de la différence de buts générale, du nombre de buts marqués et enfin du classement au fair-play (le nombre de cartons obtenus au cours de la saison). Si l'égalité persiste après application de ces critères, les équipes concernées sont alors départagées par tirage au sort.

## Saison régulière
Le 12 mars 2020, la Ligue tchèque annonce la suspension du championnat en raison de la pandémie de Covid-19. Le championnat reprend finalement le 23 mai 2020.
| Rang | Équipe                    | Pts | J  | G  | N  | P  | Bp | Bc | Diff |
| ---- | ------------------------- | --- | -- | -- | -- | -- | -- | -- | ---- |
| 1    | Slavia Prague T           | 72  | 30 | 22 | 6  | 2  | 58 | 10 | +48  |
| 2    | Viktoria Plzeň            | 63  | 30 | 20 | 6  | 4  | 60 | 22 | +38  |
| 3    | Sparta Prague             | 50  | 30 | 14 | 8  | 8  | 55 | 35 | +20  |
| 4    | FK Jablonec               | 49  | 30 | 14 | 7  | 9  | 46 | 41 | +5   |
| 5    | Slovan Liberec            | 47  | 30 | 14 | 5  | 11 | 50 | 38 | +12  |
| 6    | Baník Ostrava             | 45  | 30 | 12 | 9  | 9  | 42 | 34 | +8   |
| 7    | Dynamo České Budějovice P | 43  | 30 | 13 | 4  | 13 | 46 | 45 | +1   |
| 8    | Bohemians 1905            | 42  | 30 | 12 | 6  | 12 | 38 | 41 | -3   |
| 9    | FC Slovácko               | 42  | 30 | 11 | 9  | 10 | 35 | 35 | 0    |
| 10   | Mladá Boleslav            | 40  | 30 | 11 | 7  | 12 | 48 | 52 | -4   |
| 11   | Sigma Olomouc             | 36  | 30 | 8  | 12 | 10 | 36 | 37 | -1   |
| 12   | FK Teplice                | 31  | 30 | 7  | 10 | 13 | 29 | 49 | -20  |
| 13   | Fastav Zlín               | 27  | 30 | 7  | 6  | 17 | 25 | 47 | -22  |
| 14   | MFK Karviná               | 26  | 30 | 5  | 11 | 14 | 23 | 39 | -16  |
| 15   | SFC Opava                 | 23  | 30 | 5  | 8  | 17 | 16 | 47 | -31  |
| 16   | FK Příbram                | 21  | 30 | 5  | 6  | 19 | 19 | 54 | -35  |

Légende
- Qualifiés pour la poule championnat
- Qualifiés pour les barrages européens
- Qualifiés pour la poule relégation

Abréviations
- T : Tenant du titre
- C : Vainqueur de la Coupe de Tchéquie 2019-2020
- P : Promu de Druhá Liga 2018-2019

## Poule championnat
| Rang | Équipe          | Pts | J  | G  | N  | P  | Bp | Bc | Diff |
| ---- | --------------- | --- | -- | -- | -- | -- | -- | -- | ---- |
| 1    | Slavia Prague T | 85  | 35 | 26 | 7  | 2  | 69 | 12 | +57  |
| 2    | Viktoria Plzeň  | 76  | 35 | 23 | 7  | 5  | 68 | 24 | +44  |
| 3    | Sparta Prague C | 60  | 35 | 17 | 9  | 9  | 66 | 40 | +26  |
| 4    | FK Jablonec     | 51  | 35 | 14 | 9  | 12 | 48 | 52 | -4   |
| 5    | Slovan Liberec  | 51  | 35 | 15 | 6  | 14 | 55 | 51 | +4   |
| 6    | Baník Ostrava   | 47  | 35 | 12 | 11 | 12 | 47 | 43 | +4   |

|  | Qualification pour les barrages de la Ligue des champions 2020-2021.                      |
|  | Qualification pour le deuxième tour de qualification de la Ligue des champions 2020-2021. |
|  | Qualification pour la phase de groupes de la Ligue Europa 2020-2021.                      |
|  | Qualification pour le deuxième tour de qualification de la Ligue Europa 2020-2021.        |
|  | Qualification pour la finale des barrages européens.                                      |

## Barrages européens
Le vainqueur se qualifie pour le deuxième tour de qualification de la Ligue Europa 2020-2021.
|  | Quarts de finale        | Quarts de finale        | Quarts de finale | Quarts de finale |                |                | Demi-finales | Demi-finales | Demi-finales | Demi-finales |  |  | Finale | Finale | Finale | Finale |
|  |                         |                         |                  |                  |                |                |              |              |              |              |  |  |        |        |        |        |
|  |                         |                         |                  |                  |                |                |              |              |              |              |  |  |        |        |        |        |
|  |                         |                         |                  |                  |                |                |              |              |              |              |  |  |        |        |        |        |
|  |                         |                         |                  |                  |                |                |              |              |              |              |  |  |        |        |        |        |
|  |                         |                         |                  |                  |                |                |              |              |              |              |  |  |        |        |        |        |
|  |                         |                         |                  |                  |                |                |              |              |              |              |  |  |        |        |        |        |
|  |                         |                         |                  |                  |                |                |              |              |              |              |  |  |        |        |        |        |
|  |                         |                         |                  |                  |                |                |              |              |              |              |  |  |        |        |        |        |
|  |                         |                         |                  |                  |                |                |              |              |              |              |  |  |        |        |        |        |
|  |                         |                         |                  |                  |                |                |              |              |              |              |  |  |        |        |        |        |
|  |                         |                         |                  |                  |                |                |              |              |              |              |  |  |        |        |        |        |
|  |                         |                         |                  |                  |                |                |              |              |              |              |  |  |        |        |        |        |
|  | Slovan Liberec          | Slovan Liberec          | 2                | 2                |                |                |              |              |              |              |  |  |        |        |        |        |
|  | Slovan Liberec          | Slovan Liberec          | 2                | 2                |                |                |              |              |              |              |  |  |        |        |        |        |
|  |                         |                         | Mladá Boleslav   | Mladá Boleslav   | 0              | 0              |              |              |              |              |  |  |        |        |        |        |
|  | Mladá Boleslav          | Mladá Boleslav          | Mladá Boleslav   | Mladá Boleslav   | 0              | 0              | 2            | 2            |              |              |  |  |        |        |        |        |
|  | Mladá Boleslav          | Mladá Boleslav          |                  |                  |                |                |              |              |              |              |  |  |        |        |        |        |
|  | Dynamo České Budějovice | Dynamo České Budějovice | 1                | 0                |                |                |              |              |              |              |  |  |        |        |        |        |
|  | Dynamo České Budějovice | Dynamo České Budějovice | 1                | 0                | Mladá Boleslav | Mladá Boleslav | 3            | 1            |              |              |  |  |        |        |        |        |
|  |                         |                         |                  |                  | Mladá Boleslav | Mladá Boleslav | 3            | 1            |              |              |  |  |        |        |        |        |
|  |                         |                         | Bohemians 1905   | Bohemians 1905   | 0              | 2              |              |              |              |              |  |  |        |        |        |        |
|  | FC Slovácko             | FC Slovácko             | Bohemians 1905   | Bohemians 1905   | 0              | 2              | 1            | 1            |              |              |  |  |        |        |        |        |
|  | FC Slovácko             | FC Slovácko             |                  |                  |                |                |              | 1            |              |              |  |  |        |        |        |        |
|  | Bohemians 1905          | Bohemians 1905          | 2                | 2                |                |                |              |              |              |              |  |  |        |        |        |        |
|  | Bohemians 1905          | Bohemians 1905          | 2                | 2                |                |                |              |              |              |              |  |  |        |        |        |        |
|  |                         |                         |                  |                  |                |                |              |              |              |              |  |  |        |        |        |        |

Légende des couleurs
- Qualification pour le tour suivant.
- Qualification pour le deuxième tour de qualification de la Ligue Europa 2020-2021.

## Poule relégation
Le championnat est arrêté avant son terme le 25 juillet 2020 en raison de cas de Covid-19 au sein de l'équipe du SFC Opava, qui est mise en quarantaine. Les relégations sont exceptionnellement annulées pour cette saison.
| Rang | Équipe        | Pts | J  | G | N  | P  | Bp | Bc | Diff |
| ---- | ------------- | --- | -- | - | -- | -- | -- | -- | ---- |
| 11   | Sigma Olomouc | 40  | 33 | 9 | 13 | 11 | 39 | 40 | -1   |
| 12   | FK Teplice    | 38  | 33 | 9 | 11 | 13 | 37 | 51 | -14  |
| 13   | Fastav Zlín   | 33  | 33 | 9 | 6  | 18 | 30 | 52 | -22  |
| 14   | MFK Karviná   | 27  | 33 | 5 | 12 | 16 | 25 | 46 | -21  |
| 15   | SFC Opava     | 25  | 33 | 5 | 10 | 18 | 17 | 50 | -33  |
| 16   | FK Příbram    | 25  | 33 | 6 | 7  | 20 | 21 | 55 | -34  |

|  | Relégation en deuxième division (annulé). |